# Белязаният
 За филма от 1932 г. вижте Белязаният (филм, 1932).  
„Белязаният“ (на английски: Scarface) е американски филм от 1983 г. на режисьора Брайън Де Палма с участието на Ал Пачино, Мишел Пфайфър, Робърт Лоджия, Мери Елизабет Мастрантонио и Стивън Бауър. Сценарият е написан от Оливър Стоун, а музиката е композирана от Джорджо Мородер.

## Сюжет
Тони Монтана е кубински бежанец, който отива във Флорида през 1980 г. и си проправя път в организираната престъпност. Тони Монтана е криминален затворник, който бяга от комунистическия режим на Фидел Кастро, прочистващ Куба от престъпници. Първото престъпление, което Тони Монтана извършва на американска територия, е убийството на друг емигрант, нарочен за комунист. Това му осигурява официално разрешение за оставане на територията на САЩ. Впоследствие Тони Монтана посредством убийства, жестокост и престъпления успява да се пребори с конкуренцията на местните американски престъпници и се издига до висините на престъпната структура.

## Рецензия
Малка част от филма се основава на едноименния филм от 1932 г.
Филмът съдържа голямо количество псувни (английската дума „fuck“ е използвана повече от 200 пъти) и насилие, включително сцената с резачката. От филма е и известната реплика „Поздравете малкия ми приятел“, която Тони казва преди да разбие една врата с щурмова пушка M-16 и гранатомет M203.

## Дублажи
През 1995 г. се излъчва по Канал 1 с първи български дублаж.
На 29 май 2010 г. излъчва филма по Нова телевизия с втори войсоувър дублаж на Диема Вижън. Екипът се състои от:
| Преводач            | Саша Добрева                                                                                             |
| Тонрежисьор         | Цветомир Цветков                                                                                         |
| Режисьор на дублажа | Димитър Кръстев                                                                                          |
| Озвучаващи артисти  | Даниела Йорданова Даниела Сладунова Георги Георгиев-Гого Николай Николов Александър Митрев Христо Узунов |

През 2020 г. филмът е излъчен по bTV Action с нов войсоувър дублаж на Медиа Линк:
| Преводач            | Вилма Карталска                                                       |
| Тонрежисьор         | Емил Енев                                                             |
| Режисьор на дублажа | Михаела Минева                                                        |
| Озвучаващи артисти  | Ани Василева Яница Митева Иван Велчев Светломир Радев Николай Николов |